# Sebastiano Alvise Mocenigo
Sebastiano Alvise Mocenigo (ur. 1725, zm. 1795) – wenecki dyplomata.
Sebastiano Alvise Mocenigo ożenił się w 1757 roku z Chiarą Zen. Zaślubiny opiewał Carlo Gozzi. Piastował wysoką godność w Weronie, a potem uczyniono go prokuratorem Św. Marka.
Od  1769 do 1773 roku Sebastiano Alvise Mocenigo pełnił funkcję ambasadora Republiki Weneckiej w Paryżu.  
Na stanowisku ambasadora w Paryżu zastąpił kawalera Gradenigo, przyjaciela księcia de Coiseul. Ludwik XV tak lubił Gradeniga, że zamierzał prosić Republikę o przedłużenie jego misji dyplomatycznej w Paryżu, jednak prawa weneckie były pod tym względem ścisłe, i przedłużeń nie praktykowano, zresztą Mocenigo był już w drodze.
Sebastiano Alvise Mocenigo  został przyjęty w Wersalu bez zwykłej pompy, był to bowiem czas zniesienia audiencji publicznych dla ambasadorów. W listopadzie 1773 roku na stanowisku ambasadora Wenecji zastąpił go jego starszy brat Giovanni Alvise Mocenigo (1713-1787).